# Майхрович, Степан Казимирович
Степан Казимирович Майхрович (21 июня 1908, посёлок Старево, Слуцкий район — 2 июля 1981, Минск) — белорусский критик и литературовед. Кандидат филологических наук (1959).

## Биография
Родился в польской семье. В возрасте двадцати лет вступил во Всесоюзную коммунистическую партию (большевиков). С 1 октября 1940 года был главным редактором польскоязычной газеты «Stjaj swabody» («Sztandar Wolności»), издававшейся в Минске.
В 1941 году окончил Минский педагогический институт. В 1941—1943 годах работал в Москве главным редактором Центрального белорусского радиовещания.
С 1943 года был направлен на фронт и воевал в партизанском отряде. Был членом подпольного райкома КП(б)Б в Белостоке, редактором газеты «Белостокская правда».
Член Союза писателей Беларуси с 1947 года.
В 1959—1970 годах работал старшим научным сотрудником Института искусствознания, этнографии и фольклора Академии наук Белорусской ССР.
Постановлением Госсовета ПНР от 17.01.1964 за номером 0/27 был удостоен Серебряного Креста Virtuti Militari.
Автор книг о Франциске Скорине и Янке Лучине. Занимался фольклорными исследованиями, опубликовал книгу очерков по истории белорусской дооктябрьской литературы, труды «Слово о полку Игореве и белорусская литература», «История древнебелорусской литературы» и др.